# Eichenberg (bei Hildburghausen)
Eichenberg este o comună din landul Turingia, Germania.Deoarece există mai multe localități cu acest nume, când e necesar se precizează Eichenberg (bei Hildburghausen) = Eichenberg (lângă orașul Hildburghausen).
1. ↑  Alle politisch selbständigen Gemeinden mit ausgewählten Merkmalen am 31.12.2018 (4. Quartal) (în germană), Statistisches Bundesamt[*], arhivat din original la 10 martie 2019, accesat în 10 martie 2019